# KAPO Avia

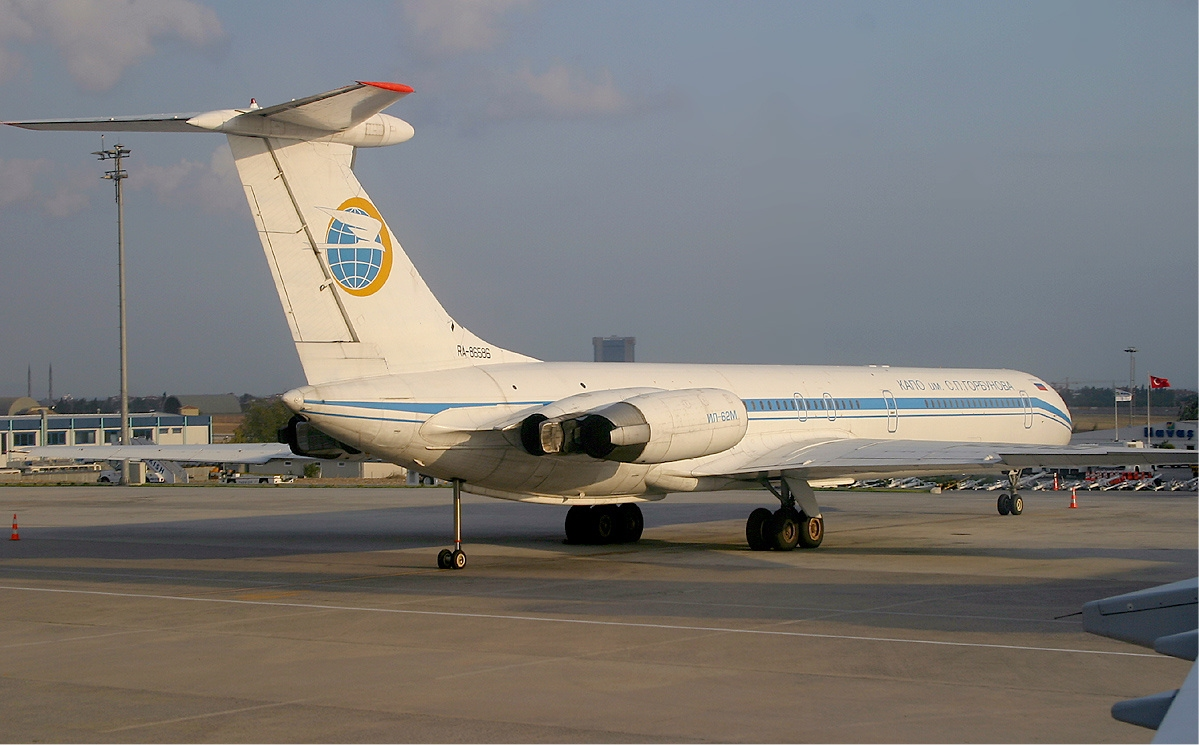
Ilyushin Il-62 nella livrea storica della KAPO Avia.

La KAPO Avia (in russo: КАПО Авиа o КАЗАНСКОЕ АПО им. С.П.ГОРБУНОВА; in inglese: Kazan Aircraft Production Association) era una compagnia aerea russa con la base tecnica all'aeroporto di Kazan'-Borisoglebskoe (UWKG) nella Repubblica del Tatarstan, in Russia europea.

## Storia
La compagnia aerea russa KAPO Avia è stata fondata nel 1991 a Kazan', con la base tecnica all'aeroporto di Kazan'-Borisoglebskoe (UWKG).

## Strategia
La compagnia aerea KAPO Avia effettuava i voli charter e cargo con la flotta degli aerei cargo russi.
Nel 2010 gli aerei della russa KAPO avia hanno trasportato 7,800 t di merce, il +12,93% in più rispetto al 2009. La compagnia aerea ha occupato il quindicesimo posto tra le compagnie aeree cargo russe nel 2010.
Il 16 febbraio 2015 la Rosaviacija ha revocato la licenza del trasporto della KAPO Avia in seguito alle sistematiche e serie inadempienze nel campo della sicurezza del volo e della manutenzione ordinaria degli aerei che hanno comportato un incidente il 3 gennaio 2015 all'aeroporto di Magadan. In particolare, un Antonov An-26B della compagnia aerea russa è fuoriuscito dalla pista alla velocità di 250 km/ora in fase di decollo per inserimento del blocco comandi all'interno del cockpit per la grave inadempiezza dell'equipaggio in fase di preparazione dell'aereo al volo.

## Flotta storica
Corto raggio
- Antonov An-26B/-100

Medio raggio
- Ilyushin Il-76
- Tupolev Tu-214

Lungo raggio
- Ilyushin Il-62M

## Accordi commerciali
- Tupolev Design Bureau